# Мишел Темер
Мишел Мигел Елиас Темер Лулиа (на португалски: Michel Miguel Elias Temer) е бразилски адвокат и политик, 25-и вицепрезидент на Бразилия (2011 – 2016 година) и 37-и президент на Бразилия (2016 – 2018 година). Мишел Темер управлява в качеството си на временно изпълняващ длъжността Президент от 12 май 2016 г., на 31 август същата година той официално поема президентския пост, за да довърши мандата на Русев.
Получава докторска степен по право в Католическия университет в Сао Пауло. Автор е на книги в областта на конституционното право.
В телевизионно интервю за ливанска телевизия (8 май 2010) Темер посочва, че семейството му произхожда от град Таабура, в близост до Триполи, Северен Ливан.